# Djedefras pyramid

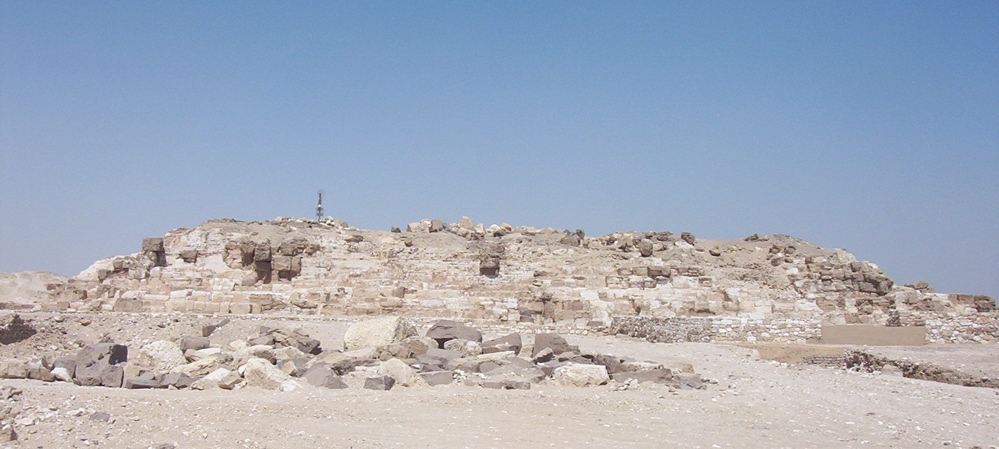
Ruinerna av Djedefres pyramid på toppen av Abu Rawash platån

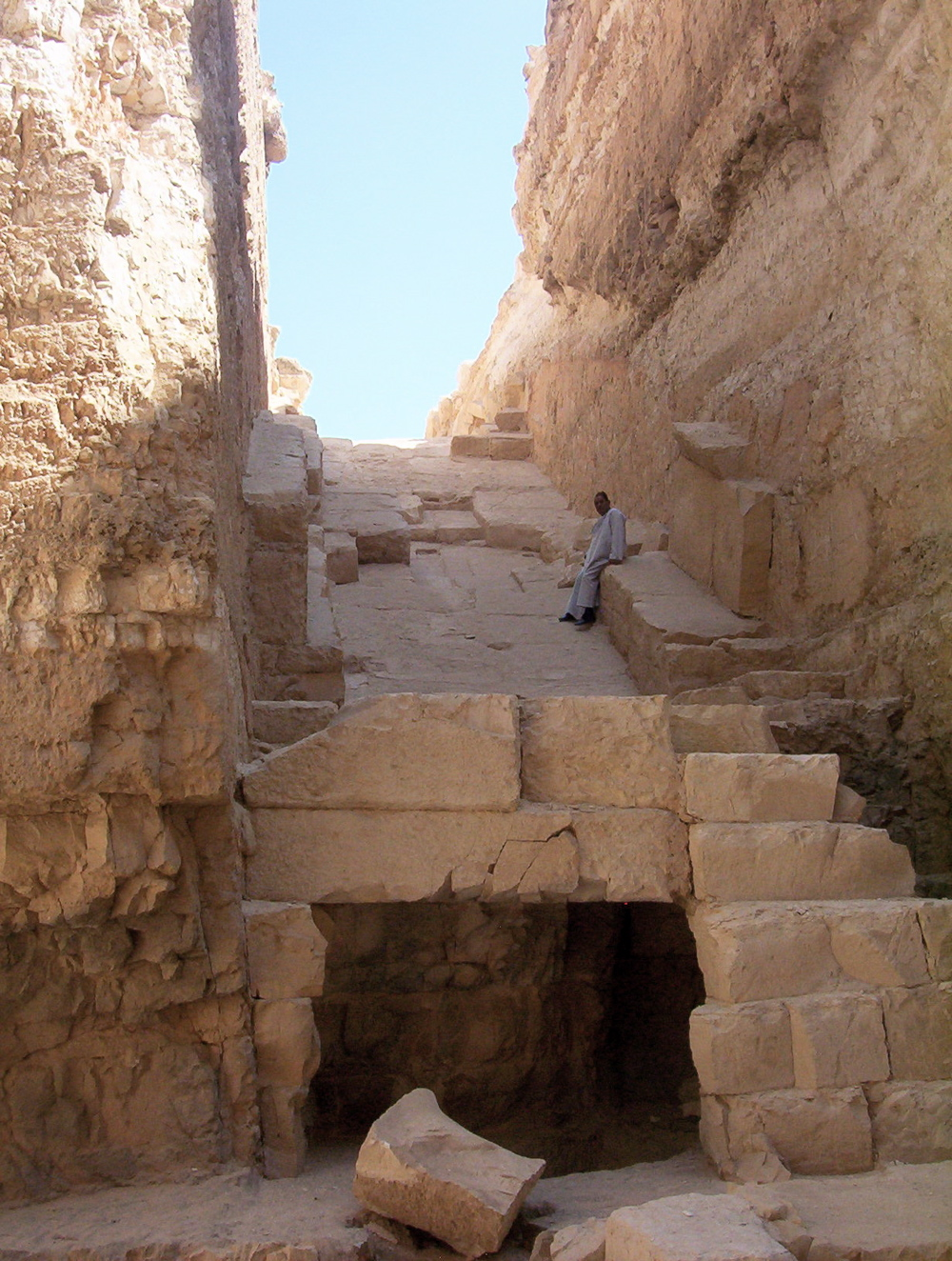
Begravningskammaren vid Djedefres pyramid.

Djedefres pyramid består idag mestadels av ruiner vid Abu Rawash, en ort åtta kilometer norr om Giza. Platsen är den nordligaste av Egyptens pyramidplatser och är känd för ruinerna efter Djedefres pyramid eller som den även kallas den förlorade pyramiden, som byggdes för Djedefre, sonen och arvtagaren efter Cheops. Ursprungligen ansågs det att pyramiden aldrig blivit fullbordad, men nu har man i  arkeologiska kretsar enats om att den inte enbart varit fullbordad men att den dessutom var av ungefär samma storlek som Mykerinos pyramid, den tredje största av Pyramiderna i Giza.  Den tros ha varit den vackraste av pyramiderna med en utsida av importerad polerad granit och sandsten med en pyramidion på toppen. Detta tros vara anledning till att romarna under Romerska riket raserade pyramiden för att använda dess stenar vid sina egna byggnadsprojekt efter invasionen av Egypten under kejsare Augustus. Pyramidens forntida namn på egyptiska har översatts till engelska som "Djedefre's Starry Sky", på svenska ungefär "Djedefres stjärnhimmel".
Enligt dokumentären The Lost Pyramid på tv-kanalen History så kan pyramiden ha varit den högsta som någonsin byggts med en höjd av 220 meter (722 fot) cirka 7 meter högre än Cheopspyramiden.